# (18429) 1994 AO1
1994 أي أو 1 (ويعرف أيضًا باسم (18429) 1994 أي أو 1 وفق تسمية الكوكب الصغير) (بالإنجليزية: 1994 AO1)‏ هو كويكب ضمن حزام الكويكبات؛ وترتيبه 18429 من حيث الاكتشاف.
اكتُشف هذا الجُرم الفلكي بواسطة Atsushi Sugie ‏ في 8 يناير 1994.

## وصلات خارجية
- (18429) 1994 AO1 في قاعدة بيانات مختبر الدفع النفاث لأجرام النظام الشمسي الصغيرة

- الاكتشاف · مخطط المدار ·  العناصر المدارية · المعلمات المادية

- (18429) 1994 AO1 على موقع ويكي سكاي: DSS2, SDSS, GALEX, IRAS, Hydrogen α, X-Ray, Astrophoto, Sky Map, Articles and images